# Osul pisiform

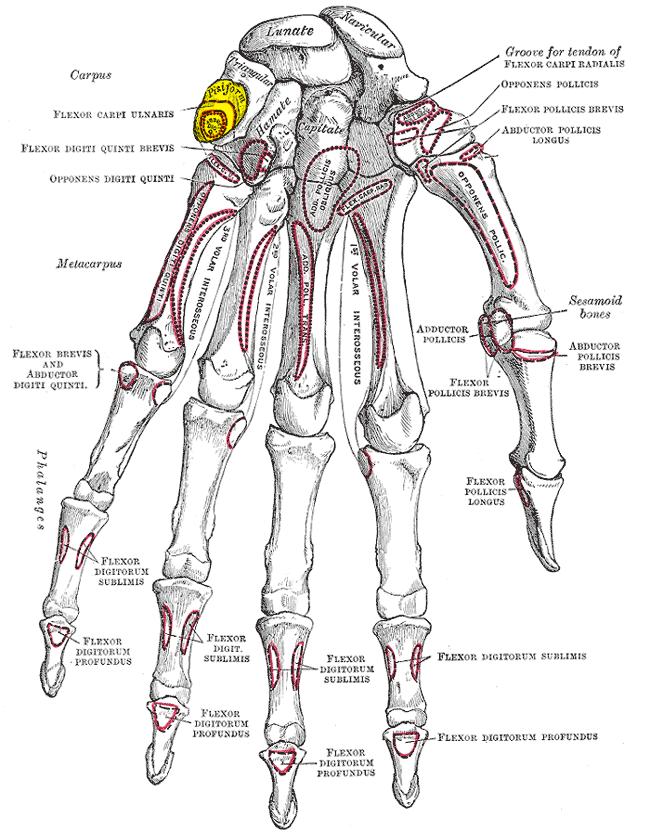
Pisiformul (în galben) văzut pe fața palmară (anterioară) a mâinii stângi

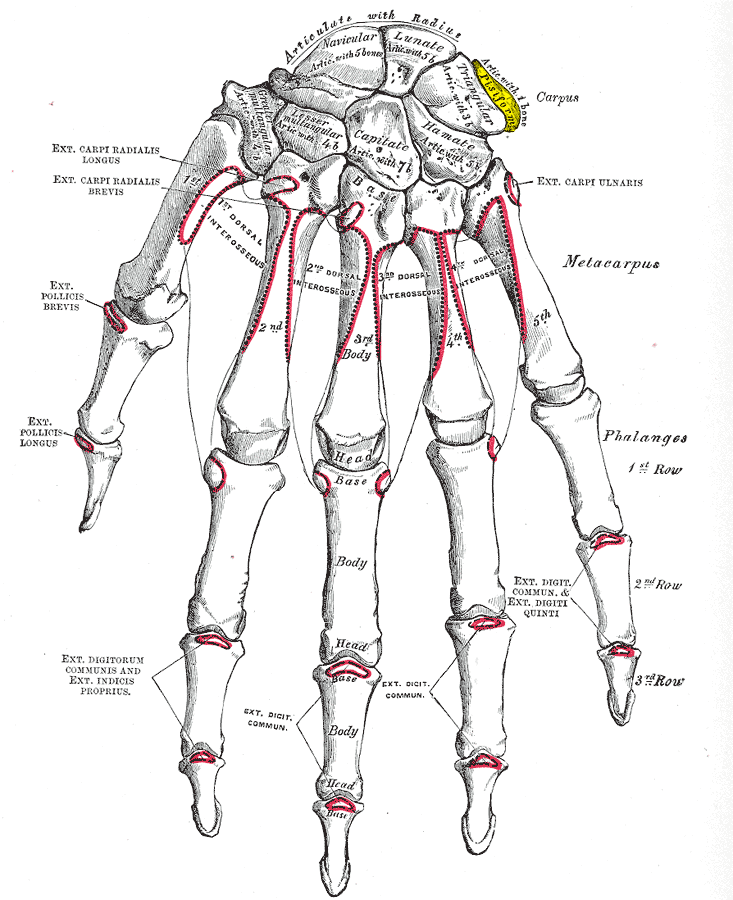
Pisiformul (în galben) văzut pe fața dorsală (posterioară) a mâinii stângi

Pisiformul sau osul pisiform (Os pisiforme) (de la latinul pisum =  mazăre + forma   = formă) este cel mai medial os al primului rând de oase carpiene  situat în grosimea tendonului mușchiului flexor ulnar al carpului, pe fața palmară a osului piramidal, cu care se articulează. Pisiformul este un os sesamoid. Este cel mai mic os al carpului, de formă ovalară sau lenticulară, fiind asemănător cu o boabă de mazăre (de unde și numele). 
El are patru fețe: laterală, medială, anterioară și posterioară (singura articulară), și doi poli, unui superior și altul inferior.
Pe fața anterioară (palmară) convexă se inseră tendonul mușchiului flexor ulnar al carpului (Musculus flexor carpi ulnaris) și are originea mușchiul abductor al degetului mic (Musculus abductor digiti minimi manus).
Fața posterioară (dorsală) articulară este ovalară și plană, și se articulează cu fața corespunzătoare a piramidalului (Os triquetrum).
Medial, pisiformul are un șanț vertical care întregit de formațiuni conjunctive formează un canal prin care trece nervul ulnar (Nervus ulnaris).
Pisiformul se palpează ușor, medial pe fața anterioară (palmară) a palmei, deasupra regiunii hipotenare.